# Hallgeir Brenden
Hallgeir Brenden, född 10 februari 1929 i Tørberget, Trysil, Hedmark fylke, död 21 september 2007, var en norsk längdskidåkare. Han vann guld på 18 kilometer vid OS 1952 och på 15 kilometer vid OS 1956.
Han fick Fearnleys olympiske ærespris för sina insatser i OS 1956.

## Källor

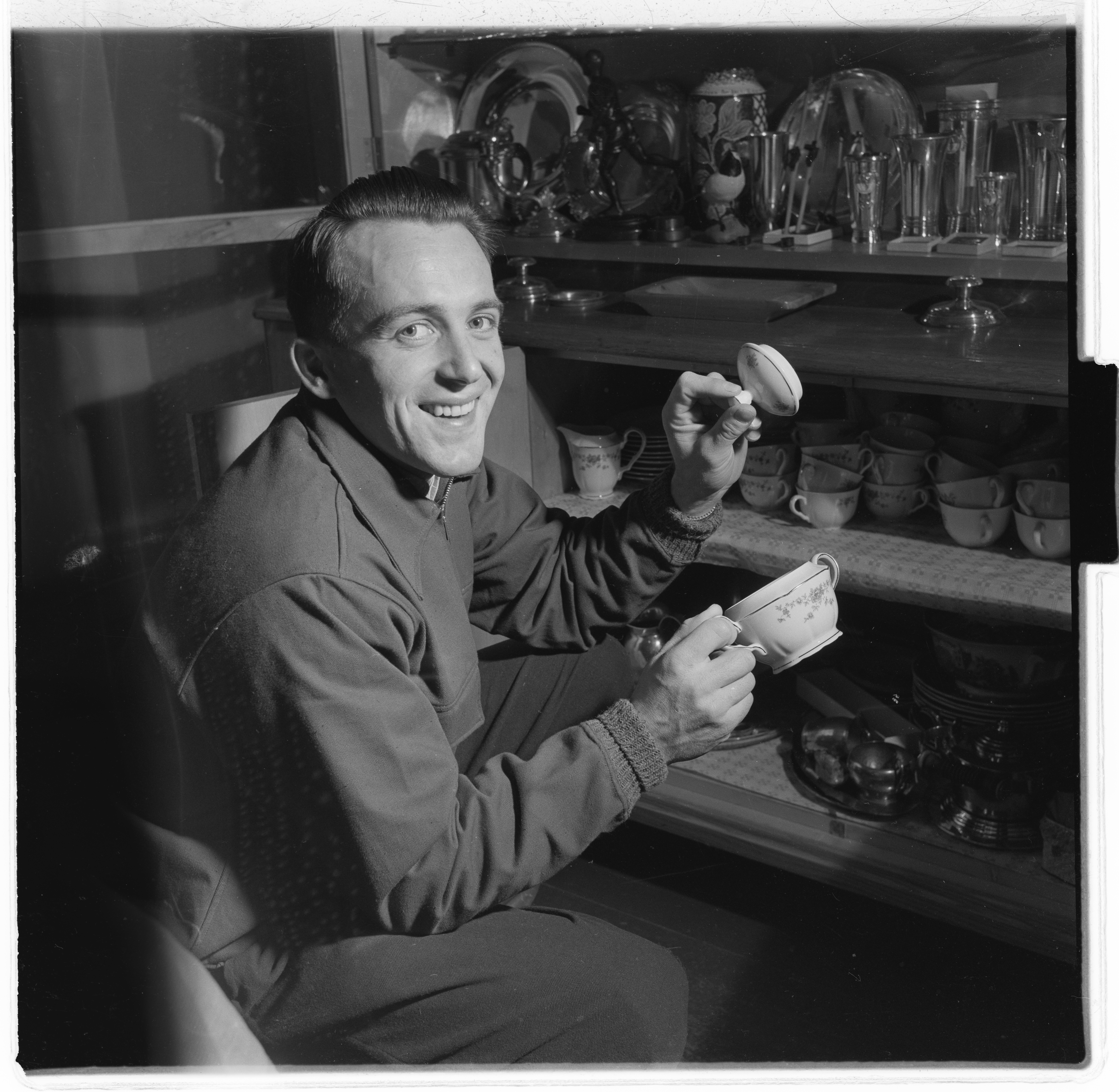